# Pandanus turritus
Pandanus turritus är en enhjärtbladig växtart som beskrevs av Ugolino Martelli. Pandanus turritus ingår i släktet Pandanus och familjen Pandanaceae.
Artens utbredningsområde är Samoa. Inga underarter finns listade.